# 「成田離婚」オリジナル・サウンドトラック
『「成田離婚」オリジナル・サウンドトラック』（「なりたりこん」オリジナル・サウンドトラック）は、テレビドラマ『成田離婚』（フジテレビ、1997年）のサウンドトラック・アルバム。1997年12月3日に発売された。

## 解説
- テレビドラマ『成田離婚』（フジテレビ、1997年、脚本：鈴木雅之、主演：草彅剛・瀬戸朝香）のインストゥルメンタル・アルバムである。
- 音楽雑誌『CDジャーナル』に拠れば、「壮大なオーケストレーション・サウンドから小編成の演奏まで、音楽自体でも一つの物語性を感じさせる」「小粋なイージーリスニング作」と評している[2]。
- 作家陣は、島健・長谷川智樹・吉俣良・崎谷健次郎。ジャズ・ポップス出身の作曲家が劇伴を手掛けている。
- フルート：国吉静治。
- CDジャケットは、離婚届仕様となっているのが特徴[3]。表紙には大きく「成田離婚」印影が、裏表紙には曲目が赤色で表示されている。

- The Old Songs

テレビドラマ挿入曲。
デヴィッド・ポメランツの通算4枚目のオリジナルアルバム『THE TRUTH OF US（邦題：涙のくちづけ）』収録曲。
- Rag Time On The Rag

後に、テレビ娯楽番組『いきなり!黄金伝説』（テレビ朝日）でよゐこの濱口優らの出演で高視聴率を記録した「1ヶ月1万円節約生活」シリーズ（2002年～2012年）での調理シーンで挿入曲となり、より広く知られるようになった。
崎谷健次郎の通算3枚目のベストアルバム『崎谷健次郎 BEST COLLECTION』に「Rag Time On The Rug（インストゥルメンタル）」として収録されている。
崎谷健次郎の通算12枚目のオリジナルアルバム『SIGNS』に「RAGTIME ON THE RAG（2017ver.）」としてリアレンジして収録されている。
- Sunny day Holiday（Strings Version）

テレビドラマ主題歌・松任谷由実「Sunny day Holiday」のインストゥルメンタル・オーケストラ・バージョン。

## 収録曲
1. Evermore〜overtune〜
  - 作曲 / 編曲 : 長谷川智樹
2. The Old Songs
  - 作詞 :デヴィッド・ポメランツ、作曲 / 編曲 : バディ・ケイト
3. Suite Room Suite
  - 作曲 / 編曲 : 島健
4. Rag Time On The Rag
  - 作曲 / 編曲 : 崎谷健次郎
5. Wedding Breakfast
  - 作曲 / 編曲 : 吉俣良
6. Sunny day Holiday（Strings Version）
  - 作曲 : 松任谷由実、編曲 : 吉俣良
7. So What About Us…
  - 作曲 / 編曲 : 島健
8. Something Happened
  - 作曲 / 編曲 : 長谷川智樹
9. Get into a mess
  - 作曲 / 編曲 : 吉俣良
10. Suite Room Suite（Piano version）
  - 作曲 / 編曲 : 島健
11. バスタブ曲線
  - 作曲 / 編曲 : 長谷川智樹
12. Decide by lot
  - 作曲 / 編曲 : 吉俣良
13. My home
  - 作曲 / 編曲 : 吉俣良
14. ME & my sweet
  - 作曲 / 編曲 : 長谷川智樹

## 関連作品
- 『涙のくちづけ』 - デヴィッド・ポメランツの通算4枚目のオリジナルアルバム（1981年）。「The Old Songs」収録。
- 『Sunny day Holiday』 - 松任谷由実の通算31枚目のシングル（1997年）。